# Beyram Shāh
Beyram Shāh (persiska: بیرم شاه) är en ort i Iran.   Den ligger i provinsen Khorasan, i den nordöstra delen av landet, 700 km öster om huvudstaden Teheran. Beyram Shāh ligger 1 172 meter över havet och antalet invånare är 109.
Terrängen runt Beyram Shāh är platt.Runt Beyram Shāh är det ganska glesbefolkat, med 36 invånare per kvadratkilometer. Närmaste större samhälle är Qezel Kand, 3,2 km söder om Beyram Shāh. Trakten runt Beyram Shāh består till största delen av jordbruksmark.